# NGC 2764
NGC 2764 é uma galáxia lenticular (S0) localizada na direcção da constelação de Cancer. Possui uma declinação de +21° 26' 35" e uma ascensão recta de 9 horas, 08 minutos e 17,4 segundos.
A galáxia NGC 2764 foi descoberta em 16 de Novembro de 1784 por William Herschel.